# ستانلي كان
ستانلي كان (بالإنجليزية: Stanley Kane)‏ (17 أبريل 1912 في المملكة المتحدة - ) هو لاعب كرة قدم بريطاني في مركز حراسة المرمى. لعب مع نادي ليفربول.

## وصلات خارجية
- ستانلي كان على موقع قاعدة بيانات كرة القدم.إي يو (الإنجليزية)